# Tony Plourde
Anthony Plourde (Chibougamau, 25 febbraio 1966) è un ex schermidore canadese.

## Palmarès
In carriera ha conseguito i seguenti risultati:
- Giochi Panamericani:

L'Avana 1991: bronzo nella sciabola a squadre.
Mar del Plata 1995: bronzo nella sciabola a squadre.